# Société nouvelle des établissements de l'Horme et de la Buire

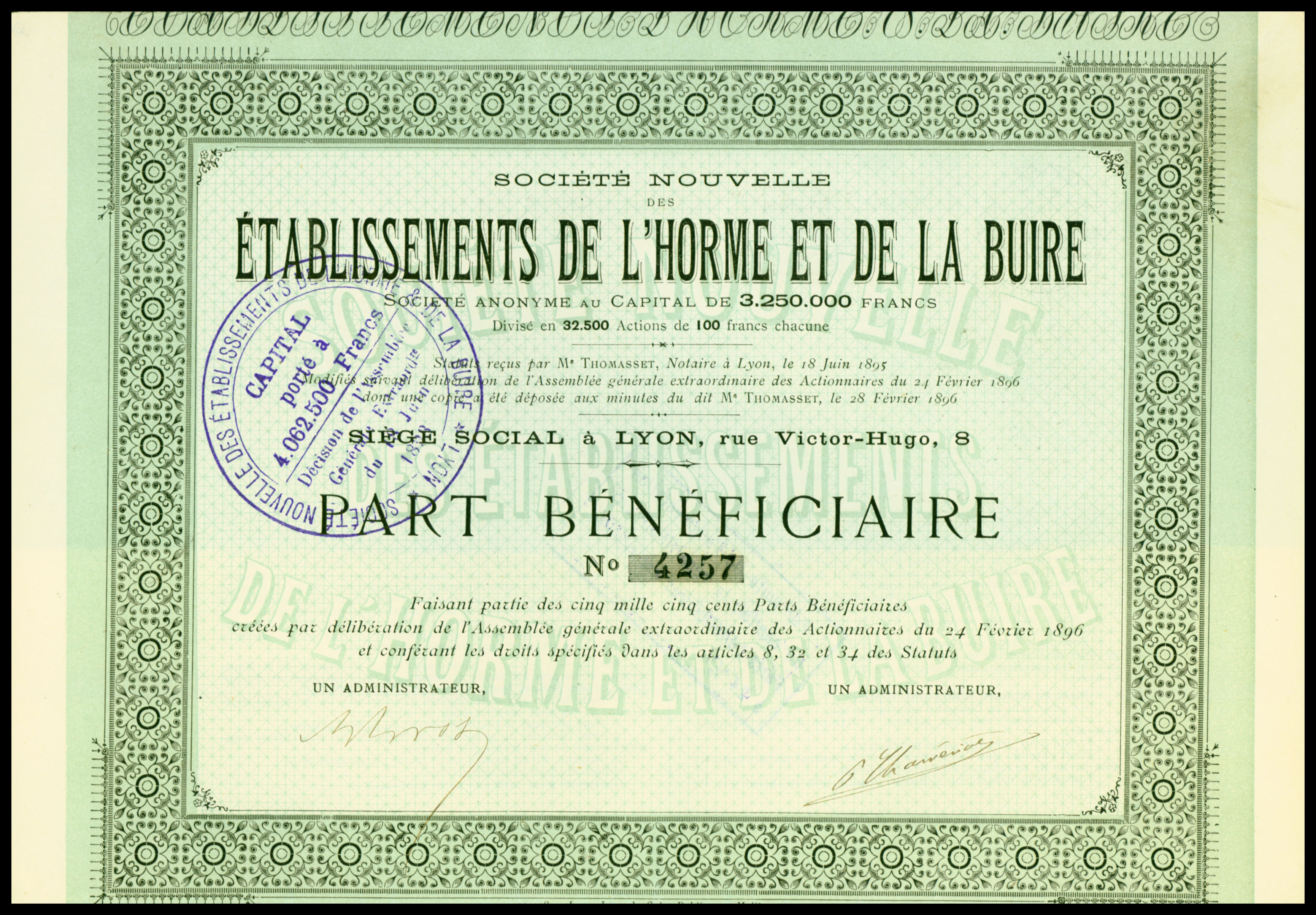
Part bénéficiaire de la Société Nouvelle des Établissements de l'Horme et de la Buire en date du 18 juin 1898

La Société nouvelle des Établissements de l'Horme et de la Buire est créée en 1895 à Lyon chez maitre Thomasset le 18 juin 1895. Elle succède à la Compagnie des Fonderies et Forges de l'Horme qui avait été mise en liquidation le 27 décembre 1894. Le siège de la société se trouve à Lyon, rue Victor Hugo dans le deuxième arrondissement.
En 1899, le département des constructions électriques est cédé à la firme suisse Alioth qui s'installe sur le site de Lyon et prend le nom de Alioth-Buire.
En 1905, le 6 mai, une filiale est créée pour développer le secteur de la construction automobile : la Société des Automobiles de la Buire.
En 1909, la société est en faillite et devient Société Horme et Buire. Cette société disparait en 1929. Le site de l'Horme est alors occupé par les Aciéries du Nord.

## La production
La production consiste en une activité métallurgique sur le site de l'Horme et la construction de tramways et voitures de chemins de fer sur le site de Lyon.
L'activité minière est poursuivie sur le site de Veyras et par l'attribution de nouvelles concessions de Saint-Priest, le Lac et Fraysse dans le département de l'Ardèche à la suite de la récupération des actifs de la Compagnie des Fonderies et Forges de Terrenoire, La Voulte et Bessèges.